# Eleição presidencial no Brasil em 1918
A eleição presidencial brasileira de 1918 foi a oitava eleição presidencial e a sétima eleição presidencial direta. Foi realizada em 1º de março nos vinte estados  da época e no Distrito Federal. Os resultados foram divulgados no dia 6 de julho. A eleição transcorreu em clima de paz, no dia 1º de março de 1918, com chapa única, e a posse, conforme a Constituição, estava prevista para 15 de novembro de 1918, porém o vencedor Rodrigues Alves não chegou a assumir o cargo pois adoeceu e depois morreu em 1919, durante a pandemia de gripe espanhola. Seu vice, Delfim Moreira, assumiu o cargo até que uma nova eleição fosse realizada. Mesmo sem registro formal, outros candidatos foram votados com 1% dos votos nominais.

## Contexto histórico
O Governo Venceslau Brás coincidiu com o período da Primeira Guerra Mundial (1914-1918) que aconteceu no continente europeu. Logo de início, teve de combater a Guerra do Contestado (crise herdada do governo anterior) e, após debelar a revolta, mediou a disputa de terras entre os Estados do Paraná e Santa Catarina, tendo sido este um dos fatores a dar origem ao conflito. Venceslau Brás definiu em 1916 os atuais limites entre Paraná e Santa Catarina. Em 20 de outubro de 1916, os governadores dos dois estados, assinaram, no Palácio do Catete, um acordo que fixava as divisas entre aqueles estados, o qual foi aprovado pelo Congresso Nacional, e publicado pelo decreto 3.304 de 3 de agosto de 1917.[carece de fontes?]
Enfrentou também diversas manifestações militares, entre elas a Revolta dos Sargentos (1915), que envolvia suboficiais e sargentos.
Vencesláu definiu seu governo como o "Governo da pacificação dos espíritos", que buscou o entendimento nacional depois do conturbado governo de Hermes da Fonseca. Em seu governo ocorrem os chamados "3 G": A Grande Guerra, (como se chamava, na época, a Primeira Guerra Mundial), a Gripe Espanhola, e as Greves de 1917.
O Brasil se envolveu na Grande Guerra depois que os alemães afundaram os navios mercantes brasileiros Paraná, Tijuca, Lapa e Macau, que se encontravam no litoral francês. Em outubro de 1917, o presidente Venceslau Brás assinou a declaração de guerra contra o Império Alemão.  A participação do Brasil na Guerra restringiu-se ao policiamento do oceano Atlântico, fornecimento de alimentos e matérias primas e o envio de aviadores (do Exército e da Marinha) que foram integrados à Força Aérea Real Britânica, e de um corpo médico-militar composto por oficiais e sargentos do Exército, que foram integrados ao exército francês, tendo seus membros tanto prestado serviços na retaguarda, como participado de combates no front. Devido às dificuldades em importar produtos manufaturados da Europa durante o seu mandato, causadas pela guerra, Venceslau Brás incentivou a industrialização nacional, porém de forma inadequada, já que o país ainda era essencialmente agrícola, e o governo necessitava de armamentos bélicos, que requeriam uma indústria mais sofisticada que a do Brasil de 1914.[carece de fontes?]
A Greve Geral de 1917  foi  uma greve da indústria e do comércio do Brasil, ocorrida em julho de 1917 em São Paulo, durante a Primeira Guerra Mundial, promovida por organizações operárias de inspiração anarquista aliadas à imprensa libertária. Foi a primeira greve geral da história do Brasil, e durou 30 dias. Com o crescimento industrial e urbano, surgiram bairros operários em várias cidades brasileiras. Formados em sua maioria por imigrantes estrangeiros, a vida nesses bairros era bastante precária, refletindo os baixos salários dos operários, a jornada de trabalho estafante, a absoluta falta de garantias de leis trabalhistas, como descanso semanal, férias e aposentadoria. Os problemas eram muitos. Nas fábricas, por exemplo, ocorria o emprego maciço de mão-de-obra infantil. e, assim como os demais trabalhadores, não tinham direito a tratamento médico, seguro por acidentes de trabalho, etc.
Em 1917 houve uma onda de greves iniciada em São Paulo (que tinha como prefeito o futuro presidente Washington Luís) em duas fábricas texteis do Cotonifício Rodolfo Crespi e, obtendo a adesão dos servidores públicos, rapidamente se espalhou por toda a cidade, e depois por quase todo o país. Logo se estendeu ao Rio de Janeiro, e outros estados, principalmente ao Rio Grande do Sul. Foi liderada por trabalhadores e ativistas inspirados nos ideais anarquistas e socialistas, dentre eles vários imigrantes italianos e espanhóis. 
Nos últimos meses da presidência de Venceslau Brás, entre outubro e novembro, de 1918, o país foi assolado pela gripe espanhola, com milhares de mortes, principalmente na cidade do Rio de Janeiro. A pandemia chegou a matar mais de 35 mil pessoas no país. Segundo o Instituto Butantan, foram "[...] 12.700 no Rio de Janeiro, 6.000 em São Paulo, 1.316 em Porto Alegre, 1.250 em Recife e 386 em Salvador.". Em Manaus, foram quase 900 mortos, com 9.000 infectados, entretanto, as autoridades de saúde estimaram que o número de mortos pudesse ser bem maior por conta da lotação dos cemitérios da cidade. Muitas pessoas morreram sem obituário ou sequer entraram para as estatísticas da capital amazonense. A doença foi tão severa que vitimou até o Presidente da República eleito, Rodrigues Alves, em 1919.

## Processo eleitoral da República Velha (1889-1930)
De acordo com a Constituição de 1891 que vigorou durante toda a República Velha (1889-1930), o direito ao voto foi determinado a todos os homens com mais de 21 anos que não fossem analfabetos, religiosos e militares.[carece de fontes?] Mesmo tendo o direito de voto estendido a mais pessoas, pouca parcela da população participava das eleições. A Constituição de 1891 também declarou que todas as eleições presidenciais seriam realizadas em 1º de março. A eleição para presidente e vice eram realizadas individualmente, e o mesmo poderia se candidatar para presidente e vice.
Durante a República Velha, o Partido Republicano Paulista (PRP) e o Partido Republicano Mineiro (PRM) fizeram alianças para fazer prevalecer seus interesses e se revezarem na Presidência da República, assim, esses partidos na maioria das vezes estiveram a frente do governo, até que essas alianças se quebrassem em 1930. Essas alianças são chamadas de política do café com leite.
Nessa época, o voto não era secreto, e existia grande influência dos coronéis - pessoas que detinham o Poder Executivo municipal, e principalmente o poder militar da região. Os coronéis praticavam a fraude eleitoral e obrigavam as pessoas a votarem em determinado candidato. Com isso, é impossível determinar exatamente os resultados corretos.

## Candidaturas
Para Presidente da República, cento e trinta e um (131) nomes foram sufragados, mas apenas o advogado, ex-presidente pelo PRP e ex-membro do Partido Conservador do período monarquíco Rodrigues Alves se candidatou formalmente. Representando a oposição o ex-presidente e positivista Nilo Peçanha e o escritor liberal Ruy Barbosa também foram votados. Para vice-presidente, cento e vinte e dois (122) nomes foram sufragados, destacando-se o advogado Delfim Moreira e o militar Dantas Barreto.

## Resultados
A população aproximada em 1918 era de vinte e oito milhões e novescentas mil de pessoas (28.900.000), sendo um milhão e setescentos e vinte e seis (1.726.000) eleitores, dos quais compareceram trezentos e noventa e cinco mil (395.000), representando 1,37% da população.
| Eleição para presidente do Brasil em 1918 | Eleição para presidente do Brasil em 1918 | Eleição para presidente do Brasil em 1918 | Eleição para vice-presidente do Brasil em 1918 | Eleição para vice-presidente do Brasil em 1918 | Eleição para vice-presidente do Brasil em 1918 |
| Candidato                                 | Votos                                     | Porcentagem                               | Candidato                                      | Votos                                          | Porcentagem                                    |
| ----------------------------------------- | ----------------------------------------- | ----------------------------------------- | ---------------------------------------------- | ---------------------------------------------- | ---------------------------------------------- |
| Rodrigues Alves                           | 386.467                                   | 99%                                       | Delfim Moreira                                 | 382.491                                        | 99,42%                                         |
| Nilo Peçanha                              | 1.768                                     | 0,45%                                     | Dantas Barreto                                 | 376                                            | 0,09%                                          |
| Ruy Barbosa                               | 1.044                                     | 0,27%                                     | Ruy Barbosa                                    | 222                                            | 0,03%                                          |
| Outros                                    | 962                                       | 0,25%                                     | Outros                                         | 1.582                                          | 0,41%                                          |
| Votos nominais                            | Votos nominais                            | 390.241                                   | Votos nominais                                 | Votos nominais                                 | 384.735                                        |
| Votos brancos/nulos                       | Votos brancos/nulos                       | 4.749                                     | Votos brancos/nulos                            | Votos brancos/nulos                            | 10.265                                         |
| Total                                     | Total                                     | 395.000                                   | Total                                          | Total                                          | 395.000                                        |
| Fonte:                                    |                                           |                                           |                                                |                                                |                                                |

Nota geral: os valores são incertos (ver processo eleitoral).